# ジョン・ダウリング・コーツ

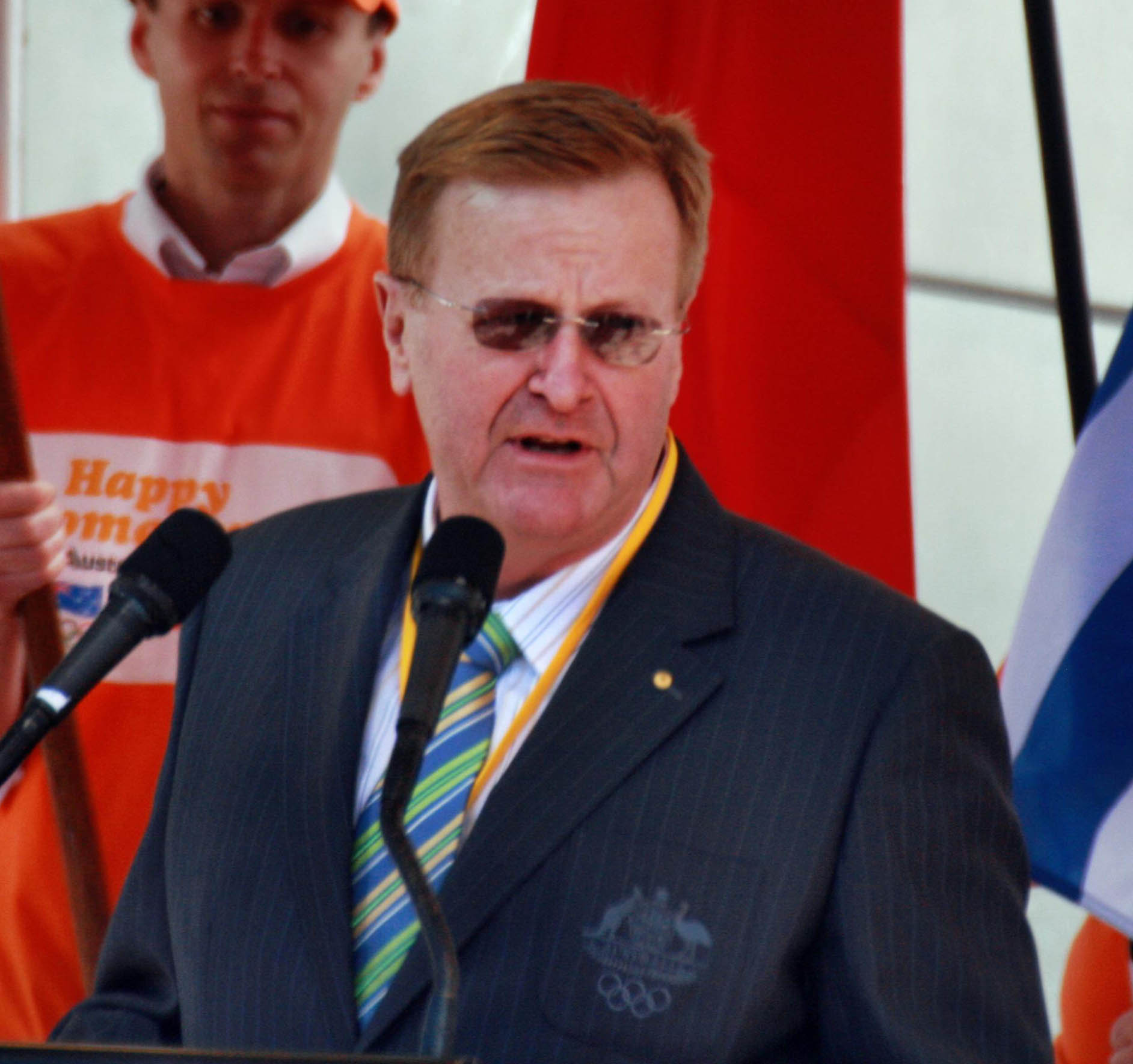
ジョン・コーツ

ジョン・ダウリング・コーツ（英: John Dowling Coates、1950年5月7日 - ）は、オーストラリアの弁護士。
現在、国際オリンピック委員会 (IOC) 副会長、オーストラリアオリンピック委員会 (AOC) 会長、2020年夏季オリンピック・パラリンピックIOC調整委員会委員長、スポーツ仲裁国際理事会（ICAS運営組織）会長をそれぞれ務める。

## 来歴
ボート競技コックスの経験者で、1992年から2014年まで国際ボート連盟 (FISA) 評議委員を務めた。
シドニー大学で法学士。を修得した。
2000年シドニーオリンピック組織委員会で副会長を務め、ボート競技会場Sydney International Regatta Centreの観覧席は後に「John Coates Pavilion」と命名された。
2001年にIOC委員に選出される。
2020年7月17日の国際オリンピック委員会総会で、副会長に再び選出された。
2025年、旭日重光章受章。
　